# Jan Laský (primas)

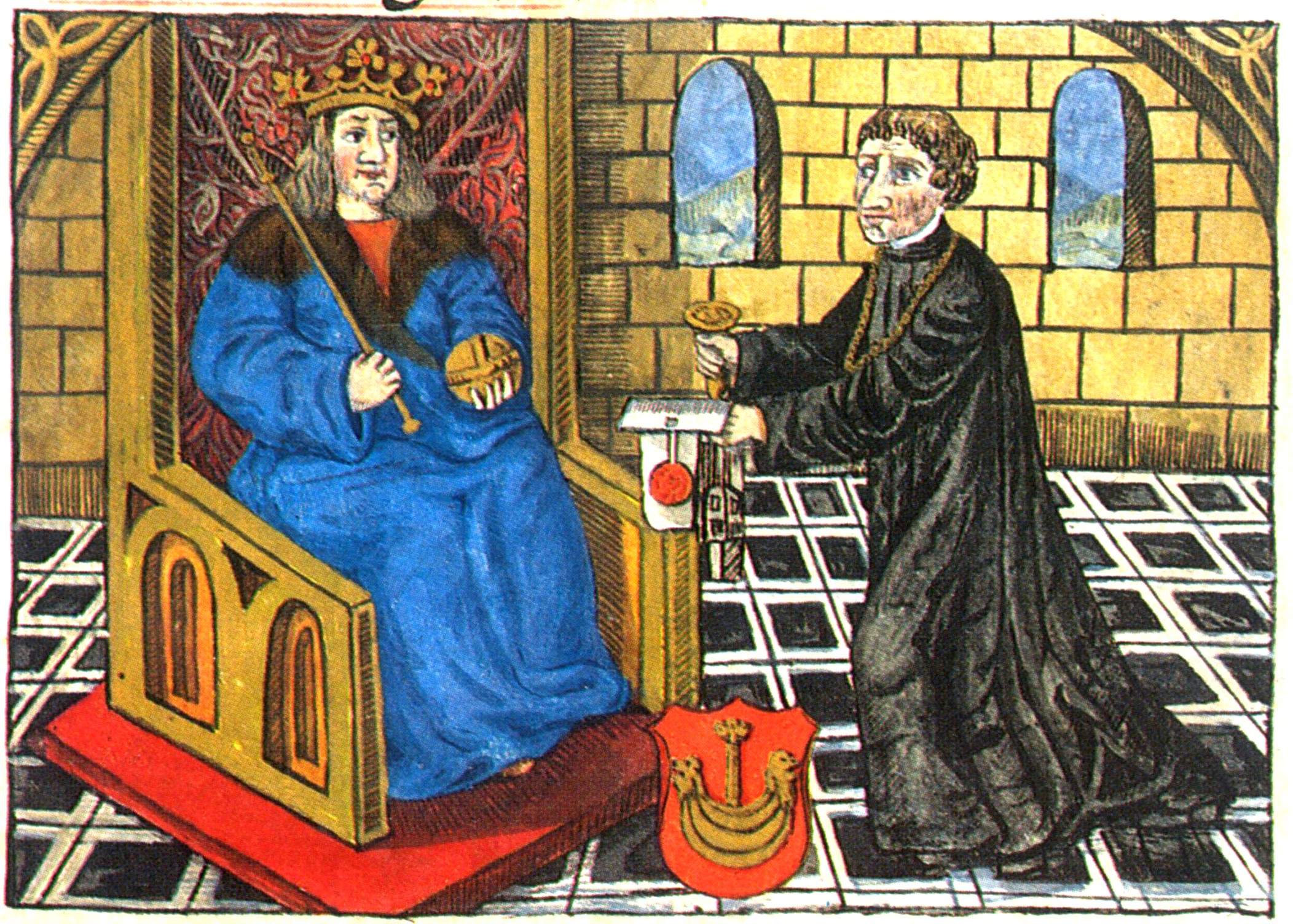
Královský kancléř Jan Laský a král Alexandr I. Jagellonský

Jan Laský (polsky Jan Łaski, 1456, Lask - 19. května 1531, Kališ) byl polský katolický duchovní a poliltik.

## Život
Jan Laský Pocházel z rodu Korábů, jeho mladším bratrancem byl jeho jmenovec Jan Laský, evropský protestantský reformátor.
V letech 1510-1531 byl hnězdenským arcibiskupem a primasem Polského království, od roku 1503 velkým kancléřem Polského království, od roku 1501 královským sekretářem.
Byl jeden z nejskvělejších politiků a státníků, kodifikátor zakonů společného státu Polska a Litvy (1454–1795).